# Charly Mottet
Charles "Charly" Mottet (Valence, 16 de dezembro de 1962) é um ciclista francês retirado, profissional entre os anos 1983 e 1994, durante os quais conseguiu 67 vitórias.
Mottet foi um corredor muito completo, bom especialista em contrarrelógio e na montanha. Além de vitórias de etapa nas três Grandes Voltas, no seu palmarés conta com uma medalha de prata do Campeonato do Mundo de fundo em estrada e uma segunda praça no Giro d'Italia de 1990, por trás de Gianni Bugno.
No Tour de France obteve vários postos de honra, ficando três vezes entre os dez primeiros (quarto em 1987 e 1991 e sexto em 1989).

## Palmarés
| - 1984 - Tour de l'Avenir, mais 1 etapa - Classificação dos Jovens do Giro d'Italia - 1985 - Grande Prêmio das Nações - 1 etapa da Paris-Nice - Tour de Haut-Var - Giro do Piamonte - Grande Prêmio La Marselhesa - Dúo Normando (com Thierry Marie) - 2 etapas do Tour de l'Avenir - 1986 - Grande Prêmio Eddy Merckx - 2.º no Mundial em Estrada - 2 etapas da Volta a Espanha - 1987 - Grande Prêmio das Nações - Dauphiné Libéré - Tour de Limusino - Critérium de AS - 1988 - Giro de Lombardia - Grande Prêmio das Nações - 1 etapa dos Quatro Dias de Dunquerque - 1 etapa da Dauphiné Libéré - Giro de Lazio - Tour de Vaucluse | - 1989 - Dauphiné Libéré, mais 1 etapa - Quatro Dias de Dunquerque, mais 1 etapa - 1 etapa da Tirreno-Adriático - 1 etapa do Midi Livre - Giro de Lazio - Boucles de l'Aulne - 1990 - Campeonato de Zurique - Volta à Romandia, mais 2 etapas - 2.º no Giro d'Italia, mais 1 etapa - 1 etapa do Tour de France - 1991 - Quatro Dias de Dunquerque, mais 1 etapa - Clássica dos Alpes - 1 etapa do Critérium Internacional - 2 etapas do Tour de France - 1992 - Dauphiné Libéré, mais 1 etapa - Coppa Bernocchi - 1993 - Tour de Limusino - Tour do Mediterrâneo, mais 1 etapa - 1994 - 1 etapa da Paris-Nice |

## Resultados em Grandes Voltas e Campeonatos do Mundo
| Corrida            | 1984 | 1985 | 1986 | 1987 | 1988 | 1989 | 1990 | 1991 | 1992 | 1993 | 1994 |
| ------------------ | ---- | ---- | ---- | ---- | ---- | ---- | ---- | ---- | ---- | ---- | ---- |
| Giro d'Italia      | 21.º | -    | -    | -    | -    | -    | 2.º  | -    | -    | -    | -    |
| Tour de France     | -    | 36.º | 16.º | 4.º  | Ab.  | 6.º  | 49.º | 4.º  | Ab.  | 40.º | 26.º |
| Volta a Espanha    | -    | -    | 22.º | -    | -    | -    | -    | -    | -    | -    | -    |
| Mundial em Estrada | -    | 52.º | 2.º  | -    | 73.º | 19.º | -    | 26.º | 24.º | -    | -    |

-: não participa

Ab.: abandono

## Reconhecimentos
Mendrisio de Ouro (1988)

## Equipas
- Renault (1983-1986)
- Systeme U (1987-1988)
- RMO (1989-1992)
- Novemail (1993-1994)